# Lingua slava ecclesiastica
Lo slavo ecclesiastico (in slavo ecclesiastico словѣ́нскїй ѧ҆зыкъ, slověnskij ęzykŭ, in bulgaro църковнославянски език, cărkovnoslavjanski ezik, in macedone црковнословенски јазик, crkovnoslovenski jazik, in russo церковнославя́нский язы́к, cerkovnoslavjánskij jazýk, in serbo црквенословенски језик/crkvenoslovenski jezik, in slovacco cirkevnoslovanský jazyk, in rumeno slavonă bisericească, in croato crkvenoslavenski/staroslavenski jezik) è la lingua liturgica delle Chiese ortodosse nazionali bulgara, macedone, russa e serba, oltre ad altre Chiese ortodosse dell'area slava. È adottata, come seconda lingua dopo le lingue nazionali, anche dalla Chiesa cattolica di rito bizantino, diffusa in Ucraina e Slovacchia. Inoltre fu adottata anche dalla Chiesa cattolica di rito latino in diverse nazioni (in parti della Croazia dal medioevo). 
Storicamente questa lingua deriva dall'antico slavo ecclesiastico, adattandone la pronuncia e l'ortografia e rimpiazzando alcune parole od espressioni antiquate e di significato oscuro con le loro controparti vernacolari (ad esempio dall'antico russo).

## Storia
Prima del XVIII secolo, lo slavo ecclesiastico era largamente in uso come lingua letteraria in Russia. Nonostante non venisse mai parlata al di fuori delle funzioni religiose, i membri del clero, i poeti ed i colti usavano questa lingua per esprimersi per iscritto. Durante il XVII ed il XVIII secolo lo slavo ecclesiastico venne gradualmente rimpiazzato dal russo, e il suo uso viene limitato strettamente alle funzioni religiose. Anche se negli anni 60 del XVIII secolo Michail Lomonosov indicava ancora lo slavo ecclesiastico come lo stile alto del russo, all'interno della Russia questo punto di vista svanì durante il XIX secolo. Gli elementi dello stile slavo ecclesiastico sono sopravvissuti però a lungo tra i Vecchi credenti, dopo lo scisma del tardo diciassettesimo secolo nella Chiesa ortodossa russa.
Lo slavo ecclesiastico (con varie modifiche) veniva usato come lingua liturgica e letteraria anche in altri paesi ortodossi, come Bielorussia, Ucraina, Romania, Serbia, Bulgaria e Macedonia, finché non venne rimpiazzato dalle lingue nazionali (l'uso nelle funzioni religiose persiste).
Nonostante entrambe siano lingue slave, lo slavo ecclesiastico presenta caratteristiche morfologiche e fonologiche che la ascrivono al gruppo delle lingue slave meridionali. Molte parole sono entrate a far parte del russo come prestiti dallo slavo ecclesiastico e presentano mutamenti fonetici tipici non delle lingue slave orientali ma di quelle meridionali (come l'assenza della Polnoglasie e la presenza di žd /ʒd/ al posto di ž /ʒ/, come risultato della palatalizzazione di gj). Ecco alcuni esempi (La prima parola corrisponde alla variante russa, la seconda è tipica dello slavo ecclesiastico):
- золото / злато (zoloto / zlato), oro
- город / град (gorod / grad), città
- горячий / горящий (gorjačij / gorjaščij), caldo

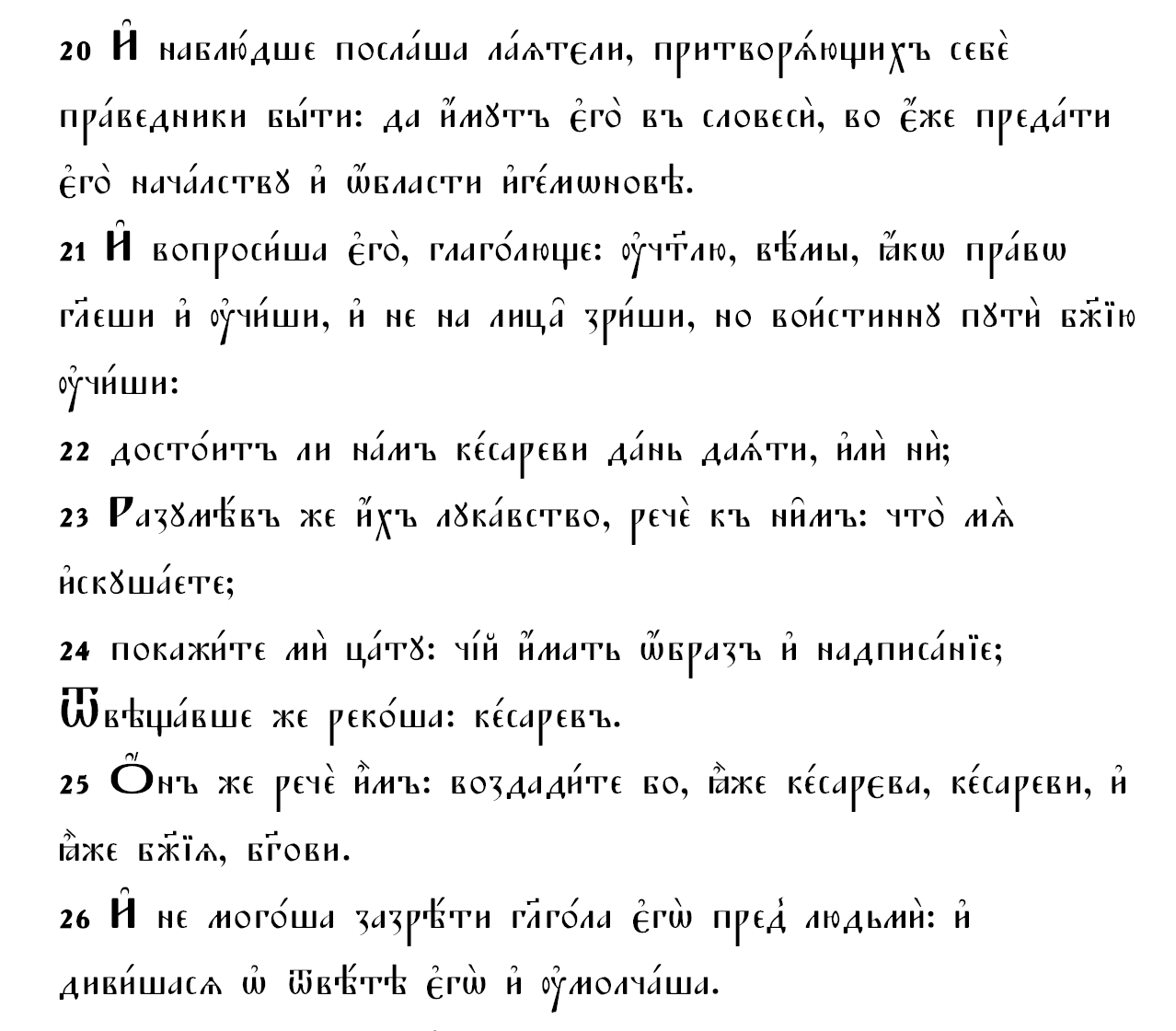
Un esempio di tipografia slavo-ecclesiastica (Lc 20,20-26).

- рожать / рождать (rožat' / roždat’), partorire

## Pronuncia
Nella maggior parte dei casi, lo slavo ecclesiastico viene pronunciato come le lingue vernacolari moderne; di conseguenza la pronuncia differisce considerevolmente tra le varie nazioni slave.
In Russia, lo slavo ecclesiastico viene pronunciato allo stesso modo della lingua russa, con alcune eccezioni:
- Lo slavo ecclesiastico applica l'okan'e e lo ekan'e, cioè non riduce le vocali in sillaba atona. In tal modo la о e la е in posizione non accentata vengono sempre lette come IPA [o] e [jɛ] rispettivamente (come nei dialetti russi settentrionali), mentre nel russo standard hanno differenti allofoni quando sono atone.
- Non ci dovrebbe essere la desonorizzazione delle consonanti sonore finali, anche se in pratica viene applicata.
- La lettera е [je] non viene mai letta come la ё [jo] (la lettera ё non esiste nello slavo ecclesiastico). Ciò riflette per altro la situazione dei prestiti dello slavo ecclesiastico al russo: nelle seguenti coppie la prima parola è un prestito slavoecclesiastico la seconda è puramente russa: небо / нёбо (nebo / njobo), одежда / одёжа (odežda / odjoža), надежда / надёжный (nadežda / nadjožnyj).
- La lettera г viene letta come una consonante fricativa velare sonora [ɣ] (come peraltro nei dialetti russi meridionali), e non come l'occlusiva [ɡ] tipica del russo standard. Quando viene desonorizzata diventa [x]; ciò ha influenzato la pronuncia russa di Бог (Bog) come fosse Бох (Boch). Nella pronuncia odierna russa dello slavo ecclesiastico però viene accettata e comunemente usata l'occlusiva [g]; comunque Бог (nominativo) viene pronunciato "Boch" come in russo.
- La desinenza aggettivale -его ([–jeɡo]) viene pronunciata come scritta, mentre in russo si pronuncia come fosse –ево ([–jevo]).

In Serbia lo slavo ecclesiastico viene pronunciato oggi secondo il modello russo e non secondo la pronuncia legata alla lingua serba.
La differenza tra la versione russa e quella ucraina sta nella pronuncia della lettera jat. I russi la pronunciano come se fosse la lettera е [je] mentre gli ucraini la pronunciano come se fosse la і [i].

## Grammatica e stile
Lo slavo ecclesiastico generalmente si scrive con una propria versione dell'alfabeto cirillico. In Croazia fino alla metà del secolo XX si è utilizzato anche l'alfabeto glagolitico. Nei Paesi in cui le lingue nazionali si scrivono con l'alfabeto latino, è prassi traslitterare lo slavo ecclesiastico ad uso dei fedeli.
Nonostante le varie recensioni dello slavo ecclesiastico differiscano in pochi punti minori, condividono la tendenza ad avvicinare l'originale Antico slavo ecclesiastico alla parlata locale slava.
La flessione tende a seguire gli antichi tipi con poche semplificazioni. Gli originali sei tempi verbali, sette casi nominali e tre numeri permangono intatti.
La caduta degli jer viene pienamente riflessa nella pronuncia, più o meno secondo i canoni russi, anche se le ъ finali continuano ad essere scritte. Gli jus vengono spesso rimpiazzati o alterati secondo l'uso che si era fissato nei canoni russi seicenteschi o settecenteschi. Le jat continuano ad essere applicate con grande attenzione all'antica etimologia più che nel russo novecentesco. Le lettere ksi, psi, omega, ot, ed ižica vengono mantenute poiché possiedono ancora un valore numerico secondo il sistema numerale cirillico, e le abbreviazioni o titla.
La sintassi è stata generalmente modernizzata nel tentativo di aumentare la comprensione. In particolare, alcuni dei pronomi più antichi sono stati eliminati e sostituiti (come етеръ /jeter/ "un certo, un tale" > нѣкій nelle recensioni russe). La maggior parte degli imperfetti, ma non tutti, sono stati sostituiti con il perfetto.
Spesso avviene il mescolamento di forme moderne e forme più antiche, la sostituzione di parti e formule usate nel tempo. Per esempio, all'inizio del Vangelo di Giovanni, per tradizione le prime parole scritte da San Cirillo e San Metodio furono искони бѣаше слово "All'inizio fu il Verbo", che sono state sostituite a volte da въ началѣ бѣ слово, come nella Bibbia elisabettiana del 1755.